# Asteriscus maritimus
Asteriscus maritimus é uma espécie de planta com flor pertencente à família Asteraceae. 
A autoridade científica da espécie é (L.) Less., tendo sido publicada em Syn. Gen. Compos. 210. 1832.

## Portugal
Trata-se de uma espécie presente no território português, nomeadamente em Portugal Continental.
Em termos de naturalidade é nativa da região atrás indicada.

## Protecção
Não se encontra protegida por legislação portuguesa ou da Comunidade Europeia.